# Ética laica
La ética laica o ética secular es una concepción de la filosofía moral en la que la ética se basa únicamente en facultades humanas como la lógica, la razón, la empatía o la intuición, y no deriva de una supuesta revelación o guía sobrenatural (que es la fuente de la ética religiosa). La ética laica puede ser vista como una amplia variedad de sistemas morales y éticos basados en gran medida en el humanismo, el laicismo y librepensamiento.
La mayoría de los conceptos morales seculares consisten, a gran escala, en la aceptación de los contratos sociales, y a una escala más individual, ya sea en algún tipo de atribución de un valor intrínseco a las cosas, en el intuicionismo ético, o en una deducción lógica que establezca una preferencia por alguna cosa sobre otra, como ocurre con la navaja de Occam. Enfoques como el utilitarismo y el egoísmo ético son considerados bastante más radicales.
Cabe mencionar que el concepto de ética laica no se opone necesariamente ni es inherentemente contrastante con la ética religiosa. Ciertos conjuntos de creencias morales, como la regla de oro o un compromiso para la no violencia, podrían ser tomados por cada posición y ser acordados mutuamente. Asimismo, debe mencionarse que la ética laica se ha desarrollado de manera diferente dadas las diferentes épocas y las diferentes situaciones enfrentadas.

## Principios de la ética laica
A pesar de la amplitud y diversidad de sus puntos de vista filosóficos, los éticos laicos generalmente comparten uno o más principios:
- Los seres humanos, a través de su habilidad de empatizar, son capaces de determinar fundamentos éticos.
- Los seres humanos, a través de la lógica y la razón, son capaces de inferir principios normativos de comportamiento.
- Esto puede conducir a la promoción de un sistema de principios morales en el que un grupo amplio de personas, tanto religiosas como no religiosas, puedan estar de acuerdo.
- Los seres humanos tienen la responsabilidad moral de garantizar que las sociedades y los individuos actúen basados en estos principios éticos.
- Las sociedades deben, si es posible, avanzar desde una forma menos ética y justa hacia una forma más ética y justa.

En Cómo las personas buenas toman decisiones difíciles: Resolviendo los dilemas de la vida ética, Rushworth Kidder identifica cuatro características generales de un código ético:
1. Es breve
2. Por lo general no es aclaratorio
3. Puede ser expresado de diversas formas (por ejemplo, afirmativa o negativamente, en palabras sueltas o en una lista de sentencias)
4. Se centra en los valores morales[1]

### Ética humanista
Los humanistas aprueban la moral universal basada en el carácter común de la naturaleza humana, y en que el conocimiento del bien y del mal se basa en el mejor entendimiento de nuestros intereses individuales y colectivos, por lo tanto rechaza por completo la fe como una base de acción. El objetivo de la ética humanista es la búsqueda de principios de conducta individual, social y política viables, juzgándolos por su capacidad de mejorar el bienestar humano y la responsabilidad individual, fundamentalmente, eliminando el sufrimiento humano.
La Unión Internacional Humanista Ética (IHEU) es la organización mundial con la que cuentan aquellos que se adhieren a la filosofía de la vida humanista.
El humanismo es una filosofía de vida democrática y ética, la cual afirma que los seres humanos tienen el derecho y la responsabilidad de dar sentido y forma a sus propias vidas. Invita a la construcción de una sociedad más humana mediante una ética basada en los valores humanos y en otros valores naturales dentro del espíritu de la razón y la libre investigación a través de las capacidades humanas. No es teísta o deista, y no acepta visiones sobrenaturales de la realidad.
La Ética Humanista, se basa en “la dignidad humana, que es la que nos hace a todos iguales en derechos, oportunidades y libertades, porque certifica que cada uno de nosotros es único, no intercambiable y con los mismos derechos al reconocimiento social que cualquier otro.” (Savater)
La Ética Humanista, suele utilizar una herramienta fundamental que es la empatía, que es el hecho de ponerse en los zapatos ajenos, para imaginar que experimientan los demás en esa situación.  Si tenemos empatía automáticamente desarrollamos, solidaridad.  Ponerte en el lugar de la otra persona es tomarte en serio al otro, es considerar plenamente su mundo emocional, es considerarlo tanto como a ti mismo, y nada mejor que el juego de roles, o el ponerte en los zapatos ajenos para lograrlo.
La ética es decidir libremente las conductas que cada uno va a seguir así como tener claro que lo motiva a seguirlas.  Es lo que paso a paso va construyendo nuestra personalidad, nuestro futuro, para lo cual debe establecerse jerarquías y prioridades, según lo que se desea profundamente.
Para tener claro si hay tal libertad habría que estudiar las circunstancias de la elección, los factores que determinaron esa decisión, y las intenciones que mueven a cada uno a hacerlo.
Hay libertad si cada uno determina su criterio de decisión, si no hay una autoridad externa, o poder sobrenatural que le ordene de actuar de una u otra manera, ya que el único valor ético que debe prevalecer es el bienestar del hombre.  Por eso es que no hay que preguntarle a nadie que es lo que debes hacer con tu vida, sino preguntárselo a sí mismo.  “Haz lo que quieras” no es más que una forma de decirte que te tomes en serio el problema de tu libertad es importante ser capaz de establecer prioridades y de imponer una cierta jerarquía entre lo que de pronto me apetece y lo que en el fondo a la larga quiero.  
Fernando Savater, en su obra la Ética para Amador, le dice al hijo ¿Sabes cuál es la única obligación que tenemos en esta vida? Pues no ser imbéciles.  Porque el imbécil es el que necesita bastón para caminar, es el que tiene el espíritu débil: el que no quiere nada, el que dice que todo le es igual, el que no tiene claro que es lo que quiere, o que no sabe lo que quiere, el que no tiene valor para ir detrás de lo que quiere, el que se autoengaña, o carece de autoconocimiento para estar claro cual es su camino.   Por eso lo contrario de ser moralmente imbécil es tener conciencia, auto consciencia y consciencia social.

### Bases de la Ética Humanista
Podemos resumir las bases de la ética en tres:
La libertad, que nos permite explorar, y nos da la posibilidad de elegir, y de escoger entre diferentes alternativas, entre el bien y el mal, lo bueno y lo malo.
La razón que es la herramienta que nos ayuda en la toma de decisiones de lo que es correcto o no.  “Los hombres que se guían por la razón, es decir, los hombres que buscan su utilidad bajo la guía de la razón, no apetecen para sí nada que no deseen para los demás hombres, y por ellos, son justos, dignos de confianza y honestos” (Spinoza, Ética).
El conocimiento, ya sea conocimiento interno o autoconocimiento, que nos permitirá saber realmente lo que deseamos o queremos, y las consecuencias que tendrá el obtenerlo, para así no estrellarnos una y otra vez contra lo necesario; como el conocimiento externo de lo que pasa en el mundo para decidir que es lo más conveniente para el bienestar social.

### Diferentes Fundamentos de la Ética Laica
- Lo biológico, que lleva a animales y humanos a establecer normas para preservar el clan o la propia especie.

- Lo neurofisiológico, que a penas estamos descubriendo, que son las neuronas espejos que lleva a las personas a ser más empáticas y por lo tantos más solidarias, lo que permite que se establezcan normas tomando en cuenta al otro.

- Lo sociológico, basado en la necesidad de desarrollarnos como personas y en sociedad, y que nos lleva a establecer normas para vivir en paz, y poder crear civilizaciones.

- Lo cultural, que hace que cada civilización o grupo social nos deje aprendizajes de lo que les ha funcionado para una vida prospera y pacífica. Tengamos en mente igualmente que muchas cosas las hacemos por costumbre, conductas que pasan de generación en generación, enseñada por nuestros ancestros, quienes nos dijeron que eso era lo que se debía hacer. La socialización y la presión social son fuertes incentivos para mantener a una persona repitiendo ciertas conductas y evitando otras por miedo al ridículo, a la crítica, por querer ser aceptado en el grupo.

### Obstáculos a la Ética Laica
Uno de los principales obstáculos a la práctica moral o la ética es el determinismo, las tradiciones, hábitos, las conductas aprendidas, que no dejan la libertad necesaria para que el individuo haga su propia elección, sino que la sociedad le quita esa elección, y no puede por ende responsabilizarse a plenitud de sus elecciones y su conducta.
El ejemplo que da el autor es que, si desde pequeño lo educan para ser “un buen guerrero al servicio de su ciudad y se le dijo que la cobardía era algo aborrecible, indigno de un hombre.”  Pues este será inevitablemente un buen guerrero, podemos decir que su valentía, arrojo, son partes de sus valores éticos, pues realmente de los valores sociales y culturales, ya que desproveen al individuo de su libertad de elegir su camino.
Se puede objetar que aunque un hombre esté bastante programado para actuar como lo hizo, por mucha programación biológica que se tenga los hombres siempre pueden optar finalmente por algo que no está en el programa.  Si pero que margen de maniobra o de libertad le queda al individuo, muy poca.  Todo dependerá de su personalidad, de su carácter, de su temperamento, de las circunstancias, etc.
Otro obstáculo señalado por Fernando Savater, es que debemos deslindar lo que son órdenes, costumbres o caprichos, de la real voluntad o deseo personal.  Así las órdenes y costumbres son elementos externos, deseos de una sociedad que te imponen sus exigencias sin pedirte permiso.  Por otro lado, los caprichos salen de adentro, pero van ligados al placer, por el placer mismo, sin ver las consecuencias o si existen otros elementos que realmente nos satisfagan más o que sean más provechosos, para nuestra existencia.
Las costumbres pueden tener una injerencia en la vida misma, y es el ejemplo que da con lo que le ocurrió a un sobreviviente del gran terremoto de México es: “cuando un amigo intentó sacar de entre los escombros a una de las víctimas que se resistía inexplicablemente a salir de la trampa” hasta que confesó que era que no llevaba nada puesto.  La prohibición de la desnudez, podía más que su propia sobrevivencia.
Otro obstáculo importante puede ser también, la libertad mal utilizada, una libertad sin conocimiento, que entonces se dejaría llevar por la presión de grupo, la influencia, la conformidad, por las necesidades o las pasiones, y que al final lo dejarían lleno de remordimientos, porque se sentiría culpable de no haber hecho el trabajo previo de investigación, que se requería para hacer una buena elección.  Muchas veces preferimos ser “esclavos de la circunstancias” y culpar a los demás cuando nuestras decisiones dejan mucho que desear o recostarnos sobre las instrucciones de algún guía espiritual, que nos facilite las decisiones que deben ser personales.
“Es así que los partidarios del autoritarismo creen firmemente en lo irresistible y sostienen que es necesario prohibir todo lo que puede resultar avasallador, porque le temen a la libertad”.  El temor a la libertad los puede llevar a negarle la libertad a los demás volviéndose controladores de las conductas del resto de la humanidad, quienes ellos piensan tienen que seguir sus criterios personales.  Esa prohibición de libertad, evidentemente limita la elección ética que cada uno de nosotros debería hacer.

### Problemas que enfrenta la Ética Laica Humanista
Parece que la gente quiere seguir enseñando la moral y la ética con los castigos y la premiación en lugar de enseñar a los hijos e hijas a decidir correctamente, enseñarle a tener un pensamiento crítico, para poder discernir y desarrollar su razonamiento en total libertad, que es lo único que nos da una satisfacción personal.
La sociedad de consumo, superficial y materialista, nos lleva a ver al ser humano como una cosa, como una mercancía, y no como un ser humano, lo que trae como consecuencia una inmensa confusión en las decisiones morales y éticas que debemos tomar, tratamos a los seres humanos como cosas, y las cosas como seres humanos.  Tenemos que tener claro que “para que los demás puedan hacerme humano, tengo yo que hacerles humanos a ellos; si para mí todos son como cosas o como bestia, yo no seré mejor que una cosa o una bestia.”  
Cuando se prioriza el tener, el hacer y no el ser, no se enriquece el interior del ser humano, lo que hace que el ser humano sea muy pobre humanamente, lo cual termina teniendo un impacto negativo en la construcción de una sociedad más ética que todos y todas queremos, ya que “nadie es capaz de dar lo que no se tiene”.
Como lo dijimos anteriormente en los obstáculos, un obstáculo que se convierte en un problema social importante es el querer limitar la libertad de los demás, ya sea por autoritarismo o puritanismo.  
Por autoritarismo, cuando las elites o grupos gobernantes quieren imponer su visión del mundo o su cosmovisión al resto de la población, por medio de sus ideologías políticas que priman más lo económico o lo material, que al ser humano.  Esto evidentemente, le deja muy poco margen de maniobra a la elección ética personal.
Por otro lado el Puritanismo es cuando la gente divide los grupos humanos en los que actúan correctamente, que son “puros, castos o dignos”, y los que son “perversos, inmorales o indignos”, en gran parte se refieren al sexo.  Quieren controlar la sexualidad de los demás, porque el placer da mucho miedo, porque es muy fuerte.  Las sociedades siempre han intentado evitar que sus miembros se aficionasen a darle marcha al cuerpo a todas horas, olvidando el trabajo, la previsión del futuro, y la defensa del grupo.
Los puritanos tienen tanto miedo de que el placer les resulte irresistible a una gran parte de la población que pueda que se dedique al placer y dejen de lado sus responsabilidades, compromisos, necesidades, etc.  Por eso estos puritanos se convierten en calumniadores, en creadores de teorías conspiranoicas, para que los demás no se desvíen del camino que ellos consideran “el bien”.  “Los puritanos se consideran la gente más moral del mundo y además guardianes de la moralidad de sus vecinos.”
El puritanismo es la actitud más contraria a la ética que puede existir, ya que la ética implica libertad de elección, tanto que en el puritanismo se trata de control puro.  El único peligro del placer es cuando se abusa de él, cuando minimiza todo el resto de los pequeños placeres de la vida.  Cuando el placer te empobrece la vida, es cuando solo te obsesionas con el placer y que la vida pasa, sin que la aproveches.
Un último problema es el problema de las sociedades caracterizadas por una producción y consumo masivo que se convierten en sociedades igualitarias en dónde se va normalizando u homogeneizando a la población, sin que estas se den cuenta, les exigen que entren en un molde definido de antemano, lo que les priva de su creatividad e iniciativa.  Se les ponen uniformes, en las escuelas, las universidades y en el trabajo, para así poder controlar lo más íntimo de su identidad, la identidad de cada uno.  
A estas sociedades no les gusta cuando una persona sobresale, ya sea hacia arriba o hacia abajo.  Así cuando uno sobre sale por encima de la media, se le crítica y apedrea; cuando sobresale por debajo del promedio se le pisa y se burlan de él o ella sin remordimientos.
Debemos tener siempre presente que sentirse a gusto con uno mismo es la condición necesaria para relacionarse con otros de manera libre y enriquecedora, para lo cual es importante reconocer lo que cada uno tiene de único y maravilloso.  Tratar de manera singular y humana al otro nos humaniza unos a otros y nos permite ofrecer aprecio sincero, cariño espontáneo o simple compañía inteligente.

### Algunas Soluciones a la Ética Laica Humanista
Las soluciones las da implícitamente, Fernando Savater en su libro, Ética para Amador y es que debemos crear sociedades más humanas, menos mecanizadas y materialistas, en donde a cada uno le sea posible desarrollar su potencial único e irremplazable, en dónde pueda ser totalmente libre de ser y por lo tanto en dónde alcance la alegría plena, lo que lo hará menos reactivo, negativo a su entorno, reduciendo así frustraciones, violencias y desavenencias en general.
También nos habla de vivir en alegría y ¿Qué es la alegría?  La alegría es la vida que nos brota de adentro, es un si a lo que somos o mejor a lo que sentimos ser.  Por eso debemos desarrollar la templanza para poner el placer al servicio de la alegría.  Breve “todo lo que que nos aleja sin remedio de alegría es un camino equivocado”.  
Creamos sociedades más humanas cuando el referente para cualquier decisión política es el ser humano, cuando nos priorizamos como personas, y dejamos de lado el parecer, el tener o el hacer.
Cuando aprendemos a considerar los intereses del otro como si fuesen los propios, cuando desarrollemos esta empatía que nos haga tener mayor consciencia social, y por lo tanto tener mayor responsabilidad social individual, y general.  
Cuando ayudarnos unos a otros nos sea algo natural, y no un esfuerzo a realizar.  Cuando el daño que se le hace a un ser humano sea el daño que se nos hace a todos.  Cuando exijamos una justicia social.  Porque todo régimen político decente debe procurar hacer leyes y crear instituciones para fomentar la justicia entre los miembros de la sociedad, y que cada uno de sus funcionarios tenga claro que su deber es garantizar el respeto de los derechos humanos de todas y de todos, porque lo que tenemos todos los humanos en común es la dignidad humana.
La dignidad humana es lo que nos hace a todos los seres humanos semejantes, porque certifica que cada ser humano es único, valioso, e irremplazable, con los mismos derechos y libertades, que nadie está por encima de los demás, y que todos somos parte de esta gran humanidad.

### Ética laica y religión
Las creencias inculcadas por siglos, sustentadas por los paradigmas judeocristianos, hacen que muchas personas se hayan creído el mito de que “la moral cristiana es la única base ética”.  Evidentemente que esto es falso.  Imagínense que pasa entonces con las personas que practican otras religiones, o religiones ateas como el budismo, el taoísmo o el jaínismo ¿no tienen moral?  O los Hindúes que son politeístas.  Plantear esto es evidentemente absurdo.
Hay quienes afirman que la religión no es necesaria para el comportamiento moral en lo absoluto. El dalái lama  ha dicho que la compasión y el afecto son valores humanos independientes de la religión: «Necesitamos estos valores humanos. Yo llamo a estos ética laica, creencias seculares. No hay relación con ninguna religión en particular. Incluso sin la religión, incluso como no creyentes, tenemos la capacidad de promover estas cosas».
Aquellos que están descontentos con la orientación negativa de la ética religiosa tradicional creen que las prohibiciones sólo pueden establecer los límites absolutos de lo que una sociedad está dispuesta a tolerar de las personas en el peor de los casos, sin guiarlas hacia alguna forma de ser mejores. En otras palabras, alguien que siguiera todas estas prohibiciones apenas evitaría ser un criminal, sin actuar como una influencia positiva para el mundo. Ellos llegan a la conclusión de que la ética racional puede conducir a una vida ética plenamente expresada, mientras que las prohibiciones religiosas no son suficientes.[cita requerida]

## Naturaleza y ética
Si las relaciones entre animales encontradas en la naturaleza y entre personas durante la evolución humana temprana pueden o no proporcionar una base para la moral humana es una persistente cuestión sin resolver. Thomas Henry Huxley escribió en Evolución y ética en 1893 que las personas cometen un grave error al intentar crear ideas morales a partir de la conducta animal en la naturaleza. Él comentó:
La práctica de lo que es éticamente mejor —lo que llamamos bondad o virtud— consiste en una línea de conducta que, en todos los aspectos, se opone a lo que conduce al éxito en la lucha cósmica por la existencia. En lugar de una despiadada autoafirmación exige autocontrol, en lugar de hacer a un lado, o de pasar por encima de todos los competidores, requiere que el individuo deba no sólo respetar, sino que deba ayudar a sus semejantes... Repudia la gladiatoria teoría de la existencia... Las leyes y los preceptos morales tienen como fin frenar el proceso cósmico.
El famoso biólogo y escritor Stephen Jay Gould ha declarado que «las respuestas no serán descifradas pasivamente desde la naturaleza» y «el estado factual del mundo no nos enseña cómo nosotros, con nuestra capacidad del bien y del mal, debemos alterarlo o preservarlo de la forma más ética». Así, él concluyó que las ideas sobre moralidad deben venir de una forma de razón mental superior, con la naturaleza vista como un fenómeno independiente.

## Pensamiento filosófico

### Holyoake
La publicación de English Secularism por George Jacob Holyoake en 1896 define al secularismo así:
«El secularismo es un código del deber que es propio de esta vida, fundado en consideraciones puramente humanas, y destinado principalmente a aquellos que encuentran a la teología como indefinida, inadecuada, poco fiable o increíble. Sus principios esenciales son tres: (1) La mejora de esta vida por medios materiales. (2) Que la ciencia es la Providencia disponible para el hombre. (3) Que es bueno hacer el bien. Ya sea que haya otro bien o no, lo bueno de la vida presente es bueno, y es bueno buscar lo que es bueno».
Holyoake sostuvo que el secularismo no debe tener ningún interés en absoluto sobre cuestiones religiosas (ya que no eran relevantes), y por tanto, debía distinguirse del librepensamiento y del ateísmo fuertes. En esto no estaba de acuerdo con Charles Bradlaugh, y el desacuerdo dividió el movimiento secular entre quienes sostenían que los movimientos antireligiosos y el activismo no eran necesarios ni deseables y los que argumentaban que sí lo eran.

### Nietzsche
Friedrich Nietzsche basó su trabajo sobre ética en el rechazo al cristianismo y a la autoridad en general, o por otro lado, en el nihilismo moral. Muchas obras de Nietzsche hablaban de una moral de señores y esclavos, de la voluntad de poder, o algo más fuerte que vence lo más débil, de la adaptación darwinista y de la voluntad de vivir. Nietzsche expresa su filosofía moral a través de toda su colección de obras, siendo las más importantes de ellas sobre ética laica La gaya ciencia (en donde la famosa frase «Dios ha muerto» fue utilizada por primera vez), Así habló Zaratustra, Más allá del bien y del mal y La genealogía de la moral.

### Kant
Sobre ética, Kant escribió obras donde tanto se describía la naturaleza de los principios universales como se trataba de demostrar el procedimiento de su aplicación. Kant sostenía que sólo la «buena voluntad» es moralmente loable, de manera que hacer algo que parezca ser ético por razones equivocadas, no es un acto moralmente bueno. El énfasis de Kant en la intención o en las razones para actuar suele ser contrastado con el principio utilitarista de que la bondad de una acción debe ser juzgada por sus resultados. El utilitarismo es un imperativo hipotético, si se quiere ______, se tienen que hacer ______. Contrastado con la ética kantiana del imperativo categórico, donde el acto moral se realiza por su propia bondad, y es expresado: Se debe hacer ______ o, alternativamente, no se debe hacer ______.
Por ejemplo, en virtud de la ética kantiana, si una persona fuera a dar dinero a la caridad, porque de no hacerlo, daría lugar a algún tipo de castigo de un dios o ser supremo, entonces la donación caritativa no sería un acto moralmente bueno.

### Utilitarismo
El utilitarismo (del latín utilis, útil) es una teoría de la ética que prescribe la maximización cuantitativa de las buenas consecuencias para una población. Es una forma de consecuencialismo. Este bien a ser maximizado por lo general es felicidad, placer, o preferentemente satisfacción. Aunque algunas teorías utilitaristas podrían buscar maximizar otras consecuencias, estas consecuencias por lo general tienen algo que ver con el bienestar de las personas (o de las personas y los animales no humanos). Por esta razón, el utilitarismo se asocia a menudo con el término consecuencialismo bienestarista.
En el utilitarismo es el «resultado final», el que es fundamental (en oposición a la ética kantiana como se ha observado). Así, utilizando el mismo escenario anterior, sería irrelevante si la persona que da dinero a la caridad lo hace por convicciones personales o religiosas, el mero hecho de que la donación caritativa se esté realizando es suficiente para que pueda ser clasificada como moralmente buena.

### Objetivismo
De acuerdo con Ayn Rand en su libro Introduction to Objectivist Epistemology, un código moral es un sistema de medición teleológico que clasifica las decisiones y acciones disponibles para el hombre, según el grado en que consigan o frustren un modelo de valores para el mismo código. El modelo es el fin, para el cual las acciones del hombre son los medios. Un código moral es un conjunto de principios abstractos y, en la práctica, un individuo debe traducirlo en acciones adecuados —tiene que elegir los objetivos y valores particulares que vaya a seguir. Para ello es necesario que defina una jerarquía de valores particular de acuerdo a su importancia, y que actúe en consecuencia.
Así, ella afirmó en su libro El nuevo intelectual que su moral está contenida en un solo axioma. Ella lo describió como el hecho de que «la existencia existe, y como una sola elección: vivir. Lo demás proviene de estos». La ética objetivista sostiene que el único modelo moral verdadero es aquel donde una persona debe actuar para hacer lo que está en un autointerés racional en beneficio de sí misma. Ningún otro modelo que juzgue el comportamiento debería existir. Los dos principios relacionados, el de la razón y el del libre albedrío son la clave de un individuo para determinar su propio interés.
Ayn Rand también ha acuñado la frase «Existo, luego pienso» como un condensación del método. En la novela La rebelión de Atlas, el personaje de John Galt dice que el basa sus acciones en la creencia de que «te lo juro —por mi vida y mi amor hacia ella— que nunca voy a vivir por el bien de otro hombre, ni pediré a otro hombre vivir el mío».

## Ejemplos de códigos de ética laicos

### Leyes de escultismo
La ley de los Boy Scouts lista lo que un escultista es:  digno de confianza, leal, servicial, amistoso, cortés, bondadoso, obediente, alegre, ahorrativo, valiente, limpio y reverente.
La ley de las Girl Scouts declara:
Yo me esforzaré por:
Ser honrada y justa
cordial y servicial,
considerada y compasiva,
valiente y fuerte, y
responsable de lo que digo y hago,
y por
respetarme a mí misma y a los demás
respetar la autoridad
usar los recursos de manera prudente,
hacer del mundo un lugar mejor, y
ser hermana de cada una de las Girl Scouts.

### Código de honor de la West Point
El código de honor de la West Point afirma que «Un cadete no habrá de mentir, engañar, robar o tolerar a aquellos que lo hagan».

### Prueba Cuádruple de Rotary International
Declaración de ética empresarial y profesional centrada en cuatro preguntas «sobre las cosas que pensamos, decimos  hacemos»:
1. ¿Es la verdad?
2. ¿Es equitativo para todos los interesados?
3. ¿Creará buena voluntad y mejores amistades?
4. ¿Será beneficioso para todos los interesados?

Este documento fue formulado por el rotario Herbert J. Taylor en 1932, y adoptado por Rotary International en 1934. Es el eje de la práctica ética de la Rotary International y actúa como una prueba que cuestiona los pensamientos, así como las acciones.

### Principios de Minnesota
Los Principios de Minnesota fueron propuestos por el Centro de Responsabilidad Corporativa de Minnesota en 1992 como una guía para las actividades de negocios internacionales. Sirven para calibrar la responsabilidad de las empresas en los frecuentes casos de cumplimineto deficiente. Ellos son:
Proposición 1: La contribución específica de la Empresa a la sociedad es el estímulo del crecimiento económico.
Proposición 2: Los negocios deben caracterizarse por la rectitud. Entendemos la rectitud al incluir el tratamiento equitativo y la igualdad de oportunidades para todos los participantes en el mercado.
Proposición 3: Los negocios deben caracterizarse por el respeto a la honestidad. Entendemos la honestidad al incluir la franqueza, la sinceridad y el cumplimiento de promesas.
Proposición 4: Los negocios deben caracterizarse por el respeto a la dignidad humana. Entendemos que esto significa que las actividades comerciales deben mostrar una preocupación especial por los menos poderosos y los desaventajados.
Proposición 5: Los negocios deben caracterizarse por el respeto al medio ambiente. Entendemos que esto significa que las actividades comerciales deben promover el desarrollo sostenible y evitar la degradación del medio ambiente y el desperdicio de recursos.
- Creemos que nuestros clientes no son sólo quienes adquieren directamente nuestros productos y servicios, sino también quienes los adquieren finalmente a través de los canales regulares del mercado.
- Proporcionar a los clientes los productos y servicios de la más alta calidad, de acuerdo con sus expectativas.
- Tratar equitativamente a los clientes en todas las transacciones.
- Hacer todos los esfuerzos necesarios para garantizar que la salud y la seguridad de nuestros clientes sean sostenidas o mejoradas por medio de nuestros productos y servicios.
- Respetar la integridad cultural de nuestros clientes.

### The Good Book
En marzo de 2011 el filósofo británico Anthony Grayling publicó la obra The Good Book —El buen libro, en español—, con los subtítulos A Humanist Bible —Una Biblia humanista— y posteriormente A Secular Bible —Una Biblia secular—. El libro fue diseñado como una alternativa secular al texto religioso, y para ser leído como una ilustración narrativa sobre la filosofía no religiosa, entre ellas las de las civilizaciones griega, china, romana, india, árabe, así como del Renacimiento europeo y de la Ilustración. El libro también contiene un resumen de los descubrimientos científicos del siglo XIX hasta la actualidad.
El último volumen del libro presenta su propia versión de los diez mandamientos —The Good 8:11 (Lo bueno)—:
1. Ama bien
2. Busca lo bueno de todas las cosas
3. No dañes a otros
4. Piensa por ti mismo
5. Asume tu responsabilidad
6. Respeta la naturaleza
7. Da lo mejor de ti
8. Infórmate
9. Sé bondadoso
10. Sé valiente[13]